# Nayagarh
Nayagarh est une ville indienne située dans le district de Nayagarh dans l’État de l'Odisha. En 2011, sa population était de 17 030 habitants.

## Source de la traduction
- (en) Cet article est partiellement ou en totalité issu de l’article de Wikipédia en anglais intitulé « Nayagarh » (voir la liste des auteurs).